# Mediacode publicaties Nederlandse koninklijke familie
De Mediacode met betrekking tot publicaties over de koninklijke familie is een richtlijn van de Nederlandse Rijksvoorlichtingsdienst (RVD) omtrent de openbaarmaking van privacygevoelig materiaal over de leden van het Nederlandse koningshuis, hun gezinsleden, hun vrienden en hun voertuigen. Veelal betreft dit beelden van de leden van de familie met hun kinderen tijdens activiteiten buiten de officiële plechtigheden, in een meer persoonlijke en ongedwongen sfeer.
Deze richtlijn werd geformuleerd ter bestrijding van hinder door paparazzi en onwelgevallige publicaties in de zogeheten boulevardpers.

## Achtergrond
In 2003 begonnen leden van het Nederlands koninklijk huis assertiever te reageren op allerlei publicaties over hun persoonlijke aangelegenheden. In juli 2003 dagvaardden Prins Willem-Alexander en Prinses Máxima het weekblad Privé. "Er moeten opnieuw grenzen worden gesteld", zou een prominente hofdignitaris naar aanleiding van onwelgevallige publicaties hebben gezegd. Een uitvloeisel van een bepleite "hardere lijn" was het fotografie-en filmverbod rond het Landgoed de Horsten bij Wassenaar, waar de villa van de kroonprins en echtgenote is gelegen. In commentaren in de media werd echter ook gesteld dat de koninklijke familie juist coöperatiever zou moeten zijn jegens de pers.

## Bekendmaking
De Mediacode werd in juni 2005 bekendgemaakt. Journalisten en fotojournalisten die zich bezighouden met het doen en laten van leden van het koninklijk huis, zouden zich voortaan dienen te houden aan een gedragslijn.
De RVD-mediacode houdt in dat "leden van het koninklijk huis niet met camera's of anderszins worden gevolgd op de momenten dat zij niet op grond van hun officiële functies naar buiten treden". "Een en ander is in het bijzonder van toepassing op de minderjarige leden van het Koninklijk Huis, tot en met de schooltijd en eventuele vervolgopleidingen."
Journalisten en fotografen die zich aan de code houden worden beloond met uitnodigingen voor "mediamomenten rondom het koninklijk huis die tot de persoonlijke levenssfeer behoren".
Van journalisten die deze Mediacode zouden schenden, zou de RVD als sanctie uitsluiting bij accreditatie kunnen overwegen. Ook werd het zetten van "juridische stappen" uitdrukkelijk voorbehouden. De code beoogt tevens de veiligheid van de leden van het koninklijk huis te waarborgen: kentekens van auto's mogen hierom niet leesbaar zijn op beeldmateriaal. Ook mogen vrienden en kennissen van het koningshuis niet herkenbaar in beeld komen, teneinde ook hun privacy te beschermen.
Bij de bekendmaking van de code erkende de RVD de "wezenlijke functie in een democratische samenleving" van de pers, maar noemde die "geen vrijbrief om mensen lastig te vallen in hun privéleven". Dit kon zeker niet het geval zijn indien publicaties betrekking zouden hebben "op handelingen en gedragingen die louter in de privésfeer liggen, de publicatie geen bijdrage levert aan het publieke debat, of de informatie verkregen is op een wijze die als hinderlijk moet worden ervaren".
Op grond van deze code wordt enkele malen per jaar ten behoeve van de pers een "geregisseerde" fotosessie met de koninklijke familie gehouden. Daarna worden de fotografen geacht de familie verder met rust te laten. Dit gebeurt opdat deze dan tijdens de rest van het jaar niet wordt geconfronteerd met het optreden van ergerlijke nieuwsjagers en/of daarmee verband houdende inbreuken in hun persoonlijke levenssfeer.

## Jurisprudentie
Over het toetsingskader van de bepalingen in de Mediacode van de RVD bestond enige tijd onduidelijkheid, tot in 2009 de koninklijke familie zelf middels een juridische actie voor belangrijke jurisprudentie zorgde. Op 28 augustus 2009 verbood de voorzieningenrechter van de rechtbank Amsterdam in zijn vonnis dat werd gewezen in het kort geding dat was aangespannen door Prins Willem-Alexander, Prinses Máxima en Prinses Amalia tegen het Amerikaanse persbureau Associated Press (AP) vier foto’s die waren gemaakt tijdens hun privé-vakantie in Argentinië nog langer openbaar te maken of te koop aan te bieden.
Het persbureau stelde zich op het standpunt dat het ging om foto's van "publieke figuren met een staatsrechtelijke positie die in openbaar gebied zijn gemaakt" en dat het daarom moest vrijstaan deze opnamen te verspreiden. De rechter oordeelde echter dat aan de leden van de koninklijke familie privacybescherming toekomt, wanneer zij "in privé" optreden. Zij behoeven er niet steeds op bedacht te zijn dat privé-foto’s ter openbaarmaking aan de media zouden kunnen worden aangeboden. Alleen indien een privéfoto een "nieuwsfeit" zou behelzen en/of zou bijdragen aan een "publiek debat over een onderwerp van maatschappelijk belang", mag een privéfoto ook zonder hun toestemming worden gepubliceerd. Hiermee geniet de koninklijke familie in beginsel dezelfde bescherming als de burger.
De privacybescherming van het koninklijk gezin woog in dit in 2009 aan de rechter voorgelegd geval zwaarder dan de vrijheid van meningsuiting van het persbureau dat de foto's verspreidde of de publicaties die deze vervolgens plaatsten. Dat de foto’s "neutrale beelden" zouden geven, werd in deze zaak niet doorslaggevend geacht. Anders dan AP had aangevoerd, levert dit verbod geen "censuur" op, maar volgt dit uit artikel 8 van het Europees Verdrag voor de Rechten van de Mens (“recht op privacy”). AP publiceerde de foto’s weliswaar niet zelf, maar als leverancier van de foto’s handelde ook zij onrechtmatig.
Een geëist verbod op de publicatie van toekomstige, nog niet bestaande foto’s werd door de rechter afgewezen. Toewijzing van een dergelijk ruim verbod zou een te grote inperking vormen van de vrijheid van meningsuiting.
De rechter oordeelde ook dat de Mediacode niet als een bindende overeenkomst kon worden aangemerkt. Het staat de koninklijke familie weliswaar vrij voorwaarden te stellen aan het nemen van foto’s op de zogenaamde "mediamomenten", doch voor beantwoording van de vraag of privé-foto’s zonder toestemming van eisers mogen worden gepubliceerd is de Mediacode zelf niet beslissend.

## Commentaren
De hoogleraar informatierecht Egbert Dommering noemde in een commentaar de beslissing van de rechter in augustus 2009 "een zwarte dag" voor de nieuwsgaring rond het koninklijk huis en "toch een vorm van censuur". Hij adviseerde de media de mediacode "ter zijde te schuiven" en per geval een eigen afweging te maken. Ook journalistenvakbond NVJ reageerde teleurgesteld. "Het is voor nieuwsmedia bijna onmogelijk om op een normale, onafhankelijke wijze verslag te kunnen doen van relevante nieuwsfeiten rondom leden van het Koninklijk Huis" verklaarde secretaris Thomas Bruning.